# Tweet (tweetování)
Tweet, nově Post, je příspěvek na sociální síti X (dříve Twitter) o maximálně délce 4000 znaků pro prémiové uživatele a 280 znaků pro běžné uživatele. Post může být ve formě textové či hlasové zprávy.
Do 29. září 2023 byl Post označován jako Tweet.

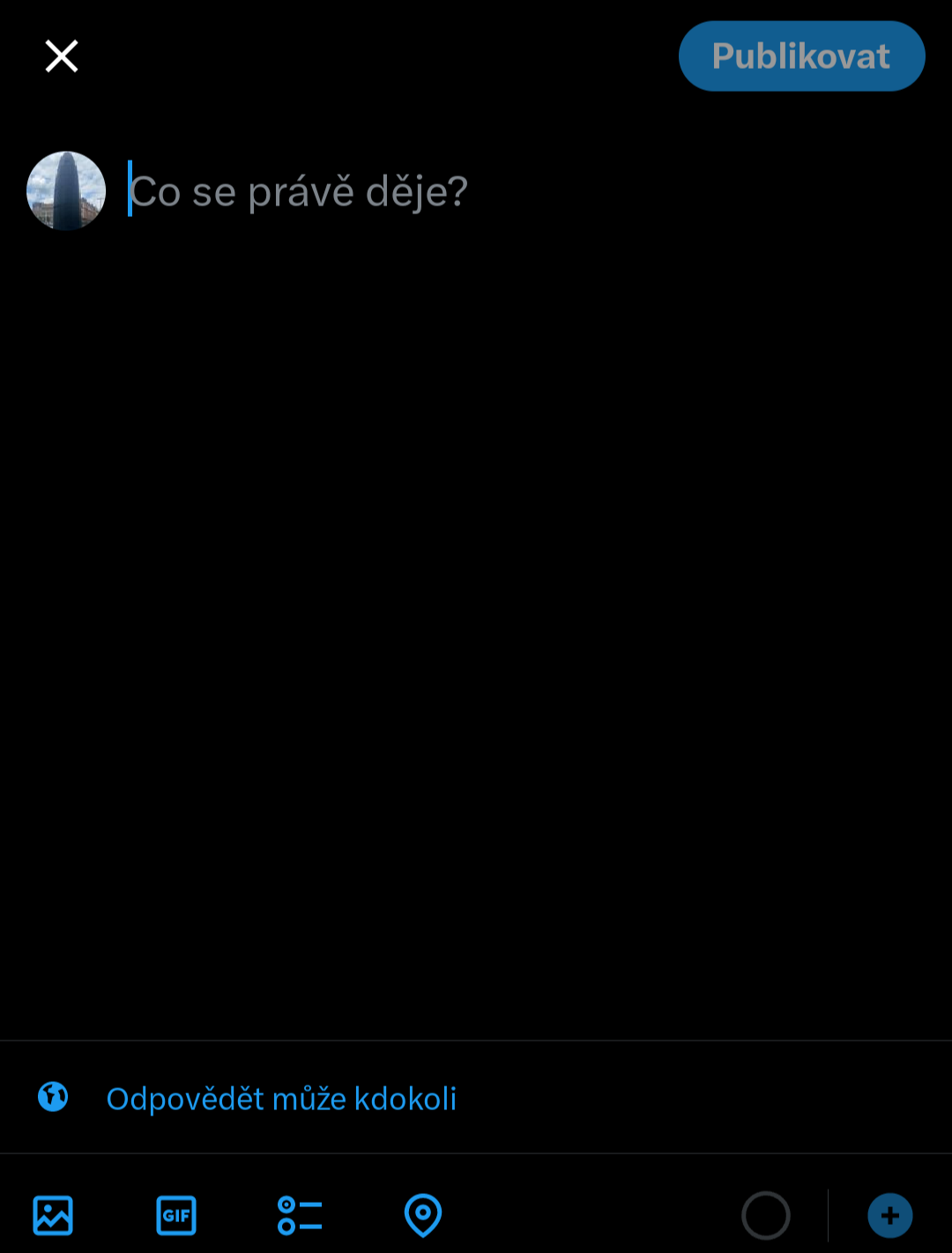
Post

## Druhy postů
Post se dělí na dvě různé formy. Častěji používanou textovou a druhou v podobě hlasové nahrávky o maximální délce 2 minut a 20 sekund.
Do postu lze přidat až 4 přílohy v podobě videa, fotky nebo GIFu, které jdou libovolně kombinovat. Do postu může uživatel vložit i anketu, ta může obsahovat až 4 různé odpovědi, u kterých smí uživatel nastavit i délku hlasování. Anketa může být pro ostatní uživatele nastavena až na 7 dní od zveřejnění postu s anketou. X umožňuje uživatelům u postů přidat také polohu, z jaké země a města autor příspěvek zveřejnil. Post pro bližší informace poskytuje údaje o tom, k jakému datu je daný příspěvek zveřejněný. Možnosti, z jakých typů zařízení jsou posty sdíleny, označují štítky zdroje – jedná se o X for iPhone, X for Android nebo X Web App

### Repost
Jednotlivé posty uživatelů mohou ostatní uživatelé přesdílet na svůj uživatelský profil, což je proces známý jako „repost” (dříve retweet). V roce 2015 X spustil funkci repostu s komentářem. Tato funkce uživatelům umožňuje přidat komentář k jejich repostu a vložit tak jeden post do druhého. Uživatelé mohou také jednotlivým postům dát „To se mi líbí”.

## Nastavení a úprava postu

### Cílová skupina
X poskytuje možnost výběru zveřejňování mezi uživatele. Autoři sdílí posty mezi cílovou skupinu, která se dělí na která veřejný prostor a kruh X, respektive mezi vybrané uživatele.

### Možnosti odpovědi

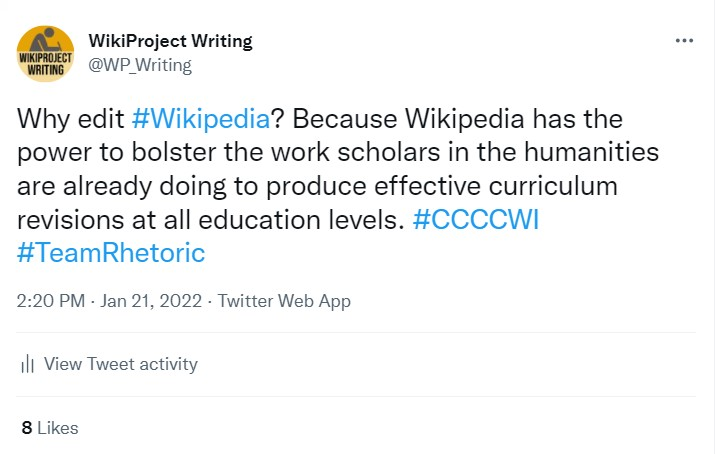
Ukázka zveřejněného tweetu a štítku zdroje Twitter Web App

X nechává na konkrétním uživateli rozhodnutí, kdo může na jeho post odpovědět. Výběr je ze tří možností – (1) odpovědět mohou všichni, (2) odpovědět mohou lidé, které uživatel a autor postu sleduje, (3) odpovědět mohou pouze ti uživatelé, které autor postu zmíní.

### Připnutí postu
Připnutí postu uživateli umožňuje zobrazení jeho vybraného postu v horní části profilu.
Uživatel má možnost si připnout vlastní post nebo repost na svém uživatelském profilu, tento post se poté zobrazí jako první na jeho profilu, bez ohledu na to, kolik postů uživatel dále zveřejní. Uživatel může mít najednou pouze jeden připnutý post. Jestliže chce uživatel připnout nový tweet, tak se odepne post, který byl již předtím připnutý.

### Odstranění postu
Post může uživatel smazat, tedy odstranit pouze postupně po jednom. X neumožňuje mazání postů ve velkém množství. Pro odstranění postu stačí nalézt post, který chce samotný autor příspěvku smazat. U takového postu se nachází ikona tří teček, která nabídne možnost smazat příspěvek.

### Úprava postu
Společnost X oznámila ve svém postu ze dne 1. září 2022, že možnost upravovat post byla testována několika uživateli. Společnost uvedla, že funkce úpravy byla nejdříve testována, aby se dalo určit, zda může být tato funkce zneužita. Autor bude při této funkci moci upravit znění postu po dobu 30 minut od zveřejnění a předešlá verze upraveného postu bude dostupná. Post, který byl upraven, bude doplněn datem změny příspěvku a štítkem, který odběratelům autora oznámí, že post byl upraven. Úprava příspěvků je zatím umožněna jen předplatitelům služby „X premium".

## X Analytics
X Analytics je datový nástroj, který pomáhá udržovat přehled aktivity nad uživatelským účtem a jeho dosahu pro lepší sdílený obsah. Datový nástroj ukazuje, jak často uživatel vytváří posty, kolik zveřejnil postů a kolik uživateli přibylo sledujících/odběratelů na jeho profilu a kolikrát byl uživatel zmíněn jiným uživatelem v komentářích pod jinými posty. Nástroj X Analytics ukazuje uživateli měsíční dosahy jeho profilu a příspěvků, které pomáhají uživatelům s lepším navigováním marketingové strategie, od rozeznávání nejoddanějších followerů po doporučení správné denní doby pro zveřejnění postů.

## Vlákno
Vlákno na X je další z funkcí, kterou posty umožňují. Je to série propojených postů od jednoho uživatele. Vlákno na uživatel může vytvořit při psaní klasického postu kliknutím na „+“. Tím uživatel vytvoří další post do vlákna. Autor vlákna může zveřejnit tweety kliknutím na tlačítko „Publikovat vše“. Uživatel tak může poskytnout prostřednictvím vláken další novinky ohledně obsahu postu, nebo rozšíří informaci tím, že spojí více postů dohromady.